# قادرآباد (دامن)
قادرآباد یا قادرآباد مورتان، روستایی در دهستان آبادان بخش دامن شهرستان ایرانشهر در استان سیستان و بلوچستان ایران است.

## جمعیت
بر پایه سرشماری عمومی نفوس و مسکن در سال ۱۳۹۵، جمعیت این روستا برابر با ۵۲۸ نفر (۱۳۵ خانوار) بوده‌است.